# Debil
Debil è il primo album di studio del gruppo punk tedesco Die Ärzte, pubblicato nel 1984 dopo gli EP Zu schön, um wahr zu sein! e Uns geht's prima.... Le tracce Paul e Zu spät furono in seguito pubblicate come singoli, insieme ad una versione live di Zu spät nel 1989.

## Tracce

### Jungsseite (Lato A)
1. Ärzte-Theme - 2:00 (strumentale)
2. Scheisstyp - 2:58
3. Paul (der Bademeister) - 2:26
4. Kamelralley - 4:00
5. Frank'n'stein - 2:38
6. El Cattivo - 3:12
7. Claudia hat 'nen Schäferhund - 1:58

### Mädchenseite (Lato B)
1. Mädchen - 2:55
2. Mr. Sexpistols - 3:14
3. Micha - 2:52
4. Zu spät - 2:43
5. Roter Minirock - 2:15
6. Das Schlaflied - 4:13

### Devil
Debil è stato ripubblicato nel 2005 come Devil con una copertina differente e alcune bonus track.

### Bonus track[3]
1. Teenager Liebe - 2:54
2. Grace Kelly - 2:18
3. Ärzte-Theme - 1:51
4. Claudia hat 'nen Schäferhund - 1:55
5. Füße vom Tisch - 2:24 (inedito)
6. Teddybär – Video - 3:21 (live 1983)
7. Schlaflied – Video - 4:26 (unplugged 2002)

- Le tracce 14–16 erano già state pubblicate in Original Ärztesoundtrack zum Film "Richy Guitar".
- La traccia 18 contiene una hidden track.

## Formazione
- Farin Urlaub - chitarra e voce
- Bela B. - batteria e voce d'accompagnamento
- Hans Runge - basso e voce d'accompagnamento